# 海瑟尔站
海瑟尔站（法語：Heysel），副站名“原子球塔”（Atomium），是布鲁塞尔地铁6号线的车站，位于比利时布鲁塞尔首都大区布鲁塞尔城拉肯片区。

## 名称
该站得名于所在的海瑟尔街区，副站名“原子球塔”则来自附近的原子球塔。